# قمح أراراتي
قمح أراراتي (إمر أرارات البري أو إمر أرمينيا البري) نبات بري من القُمُوح رباعية الصبغيات. قمح أراراتي هو أحد أنواع القمح الأقل دراسة في العالم.

## السُلاَلَة
يبدو أن نوع قمح أراراتي نشأ من التهجين الطبيعي بين قمح وحيد الحبة ودوسر شبه مكنسي. قمح أراراتي يشبه قمح تيموفيفي المحلي بعدة أشكال بما في ذلك المظهر الجسدي، ونمط الحَشوَة ومحتوى الحمض النووي. أدت تلك العلاقة ببعض علماء التصنيف إلى تصنيف قمح أراراتي نويع من قمح تيموفيفي T. timopheevii. في يوليو 1988 تمت دراسة سلالات مختلفة من قمح أراراتي باستخدام طريقةاستشراط-سي (تلوين الشرائط الصبغية) التي كشفت أن قمح أراراتي كان من تكوين الجينوم AAGG.

## الجغرافية
ينمو نويع أرارات من قمح أراراتي بشكل أساسي في أرمينيا، وأذربيجان، وجورجيا، وإيران، والعراق، وتركيا، بينما ينمو النويع الكردستاني (kurdistanicum) في العراق والمناطق المجاورة من إيران وتركيا.
في أرمينيا، يمكن العثور على النويعات في قريتي فوغجابرد وفيدي بالقرب من العاصمة يريفان وكذلك في قرىأريني وأربي وأغافنادزور في محافظة وايوتس تسور